# Province de Lampang
Lampang (en thaï : ลำปาง) est une province (changwat) du nord de la Thaïlande. Sa capitale est la ville de Lampang.
Traversée du nord au sud par la Wang, un sous-affluent de la Chao Phraya, la province abrite l'Institut national des éléphants,.

## Préhistoire et histoire
Dans la province ont été les plus anciens vestiges humains de Thaïlande : ce sont des galets aménagés remontant à plus de 700 000 ans et attribuables à Homo erectus. On y a trouvé de plus un fragment de crâne d'Homo erectus (un os frontal) dans le district de Ko Kha en 1999.

## Économie
Les mines de lignite fournissent une électricité bon marché à toute la région.

## Curiosités
4 parcs nationaux : 
- Parc national de Chae Son avec ses chutes d'eau et ses sources d'eau chaude[5]
- Parc national de Doi Chong
- Parc national de Mae Wa
- Parc national de Tham Pha Tai et ses grottes sanctuaires

Des temples bouddhistes :
- Wat Phra That Lampang Luang
- Wat Phra Kaeo Don, temple principal de Lampang[6]
- Wat Sri Chum, temple bouddhiste de style birman

Les chutes de Wang Kaeo etc.

## Subdivisions

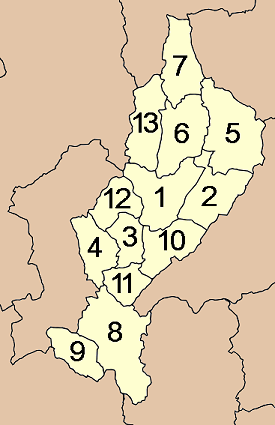
Carte des amphoe de la province de Lampang.

Lampang compte 13 districts (amphoe). 
Ces districts sont eux-mêmes divisés en 100 sous-districts (tambon) et 855 villages (muban).

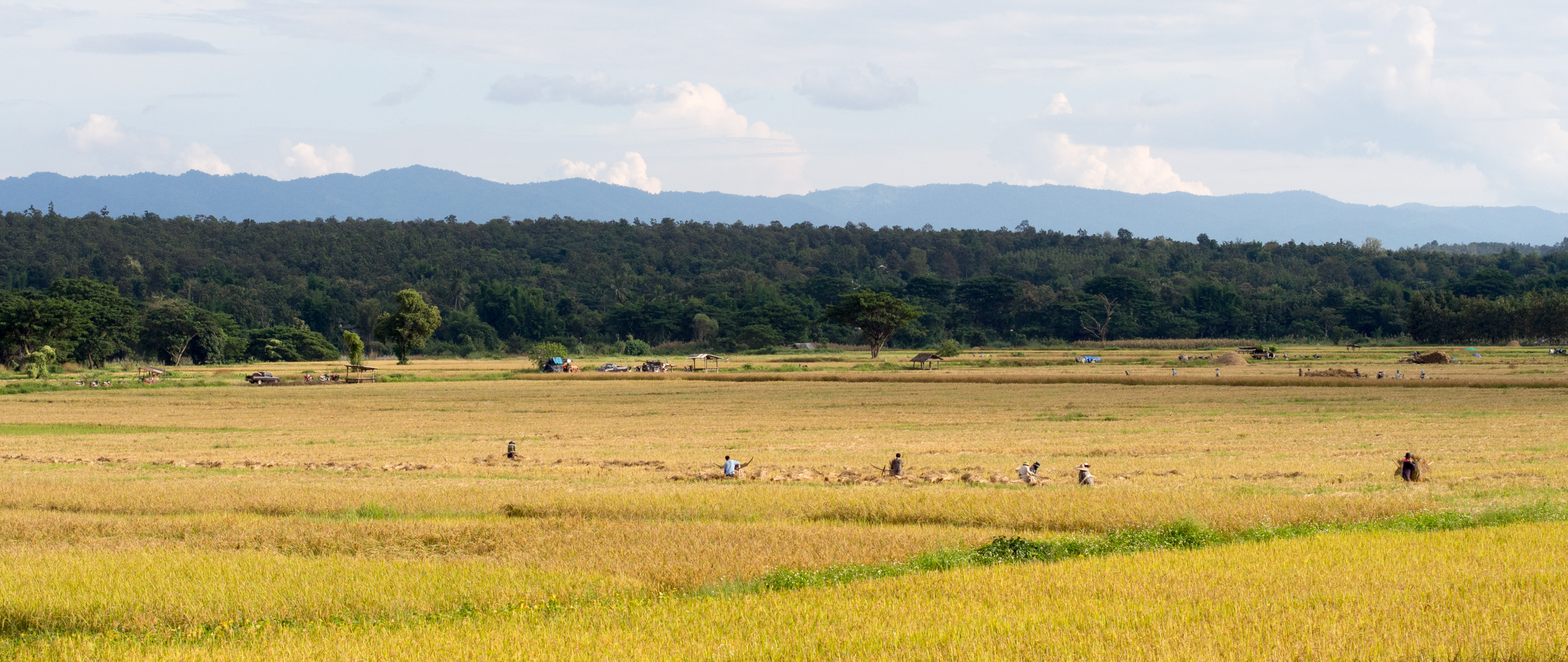
Rizières dans le district de Wang Nua avec en arrière-plan la chaîne de montagnes de Phi Pha Nam

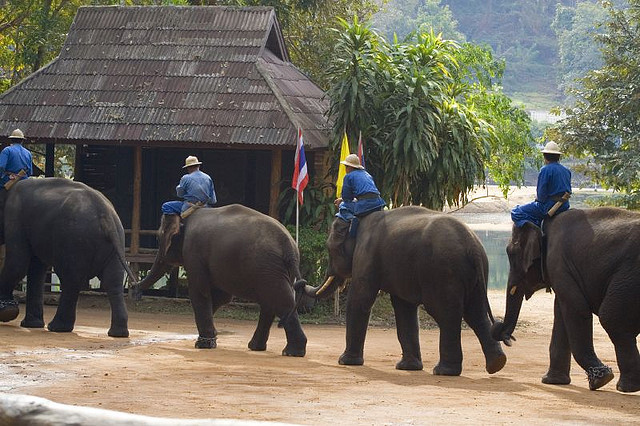
Institut National des Eléphants (Thai Elephant Conservation Center) à 28 km de Lampang

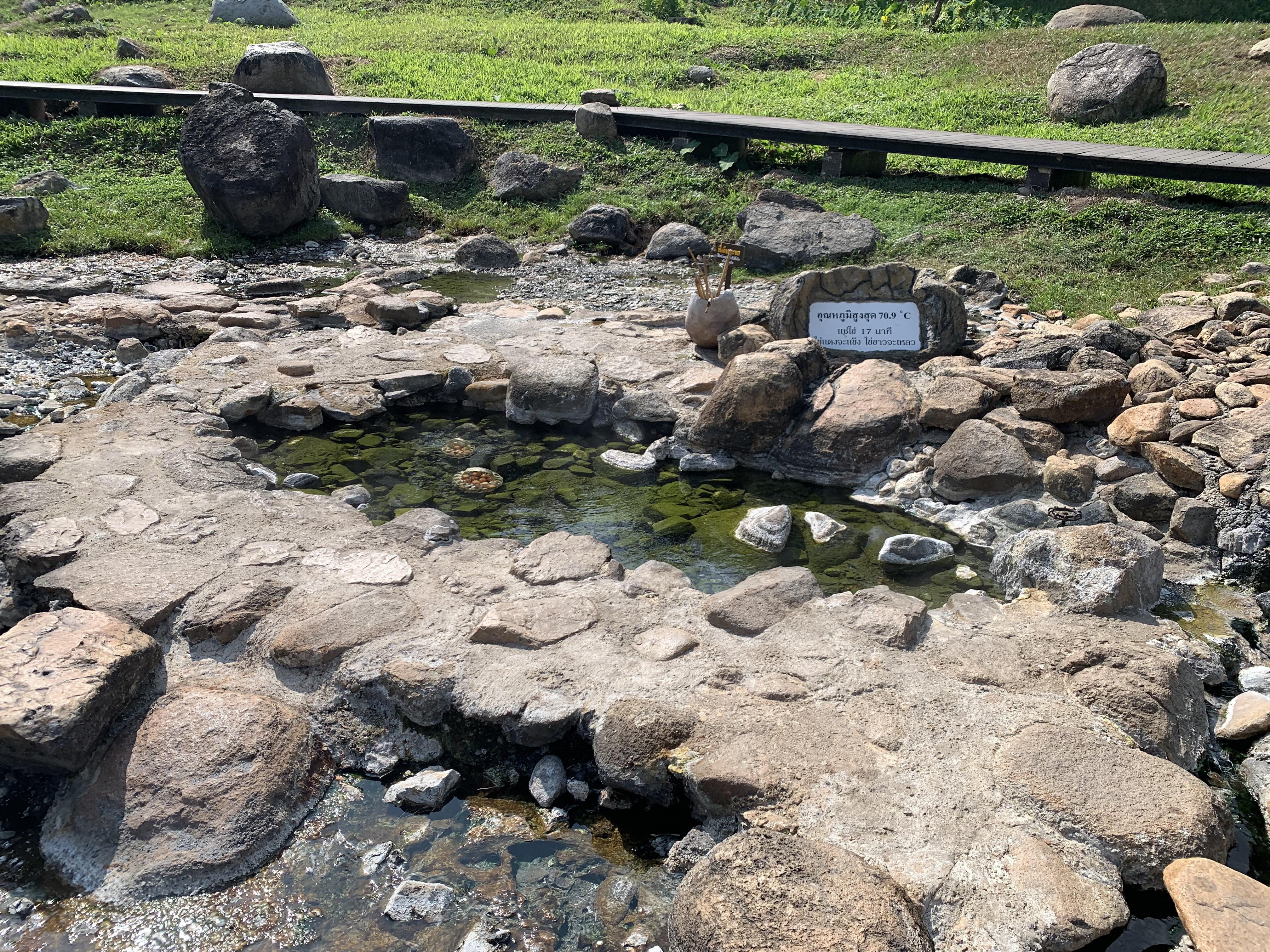
Source d'eau chaude naturelle (70,9°C), Parc national Chae Son à 70 km au nord de Lampang

| 1. Mueang Lampang 2. Mae Mo 3. Ko Kha 4. Soem Ngam 5. Ngao 6. Chae Hom 7. Wang Nuea | 1. Thoen 2. Mae Phrik 3. Mae Tha 4. Sop Prap 5. Hang Chat 6. Mueang Pan |

Industrie de la canne à sucre
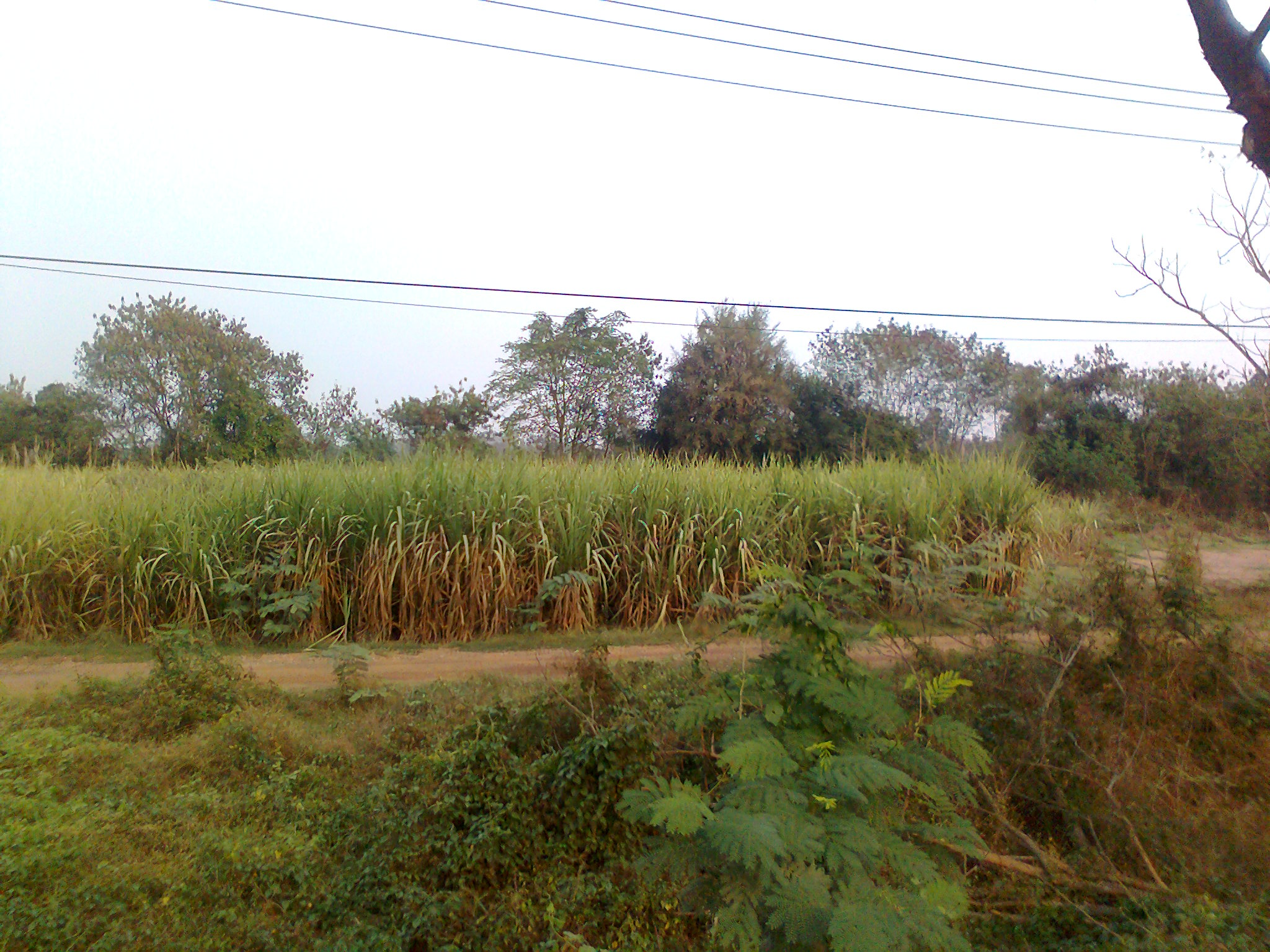
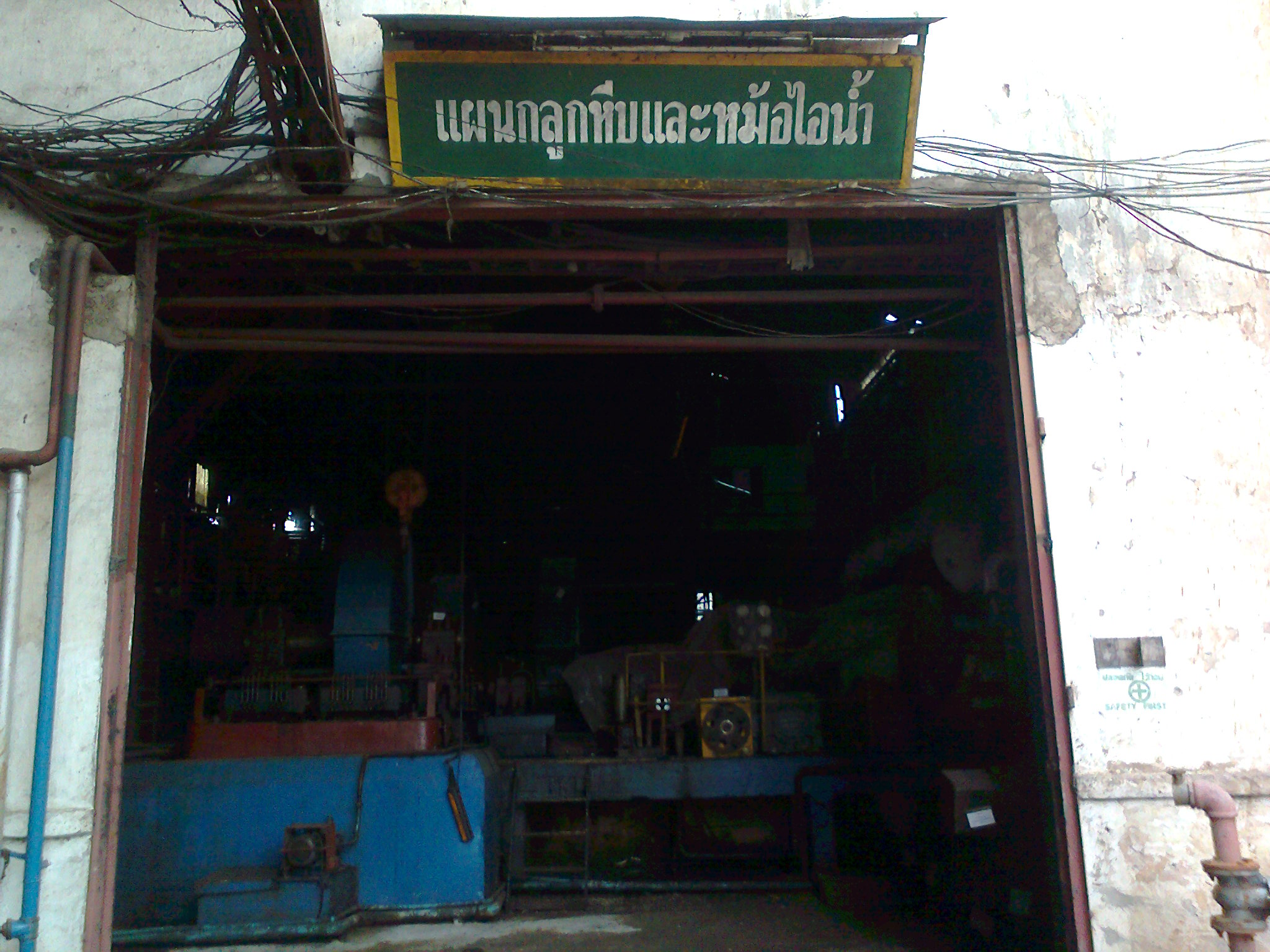
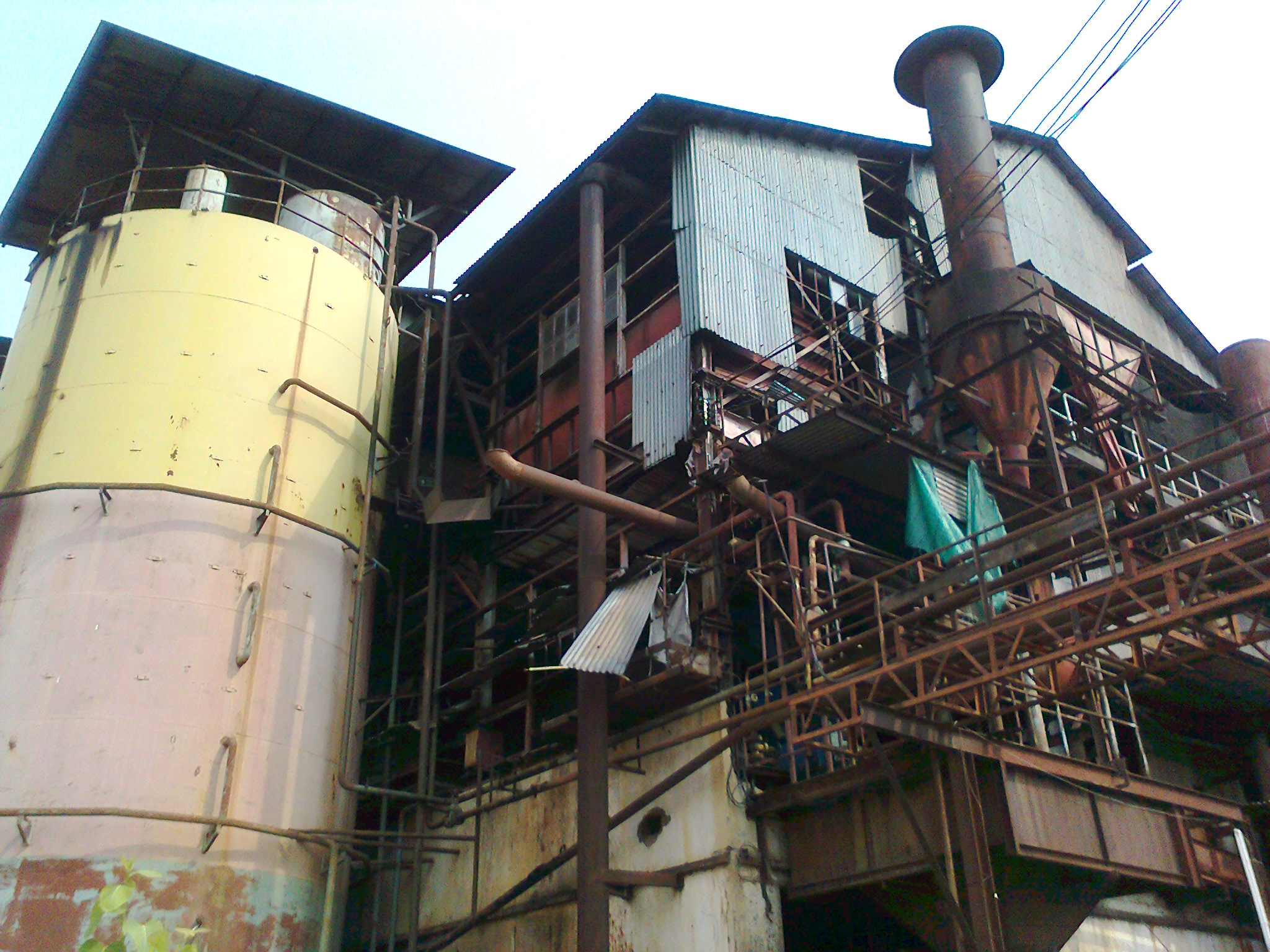
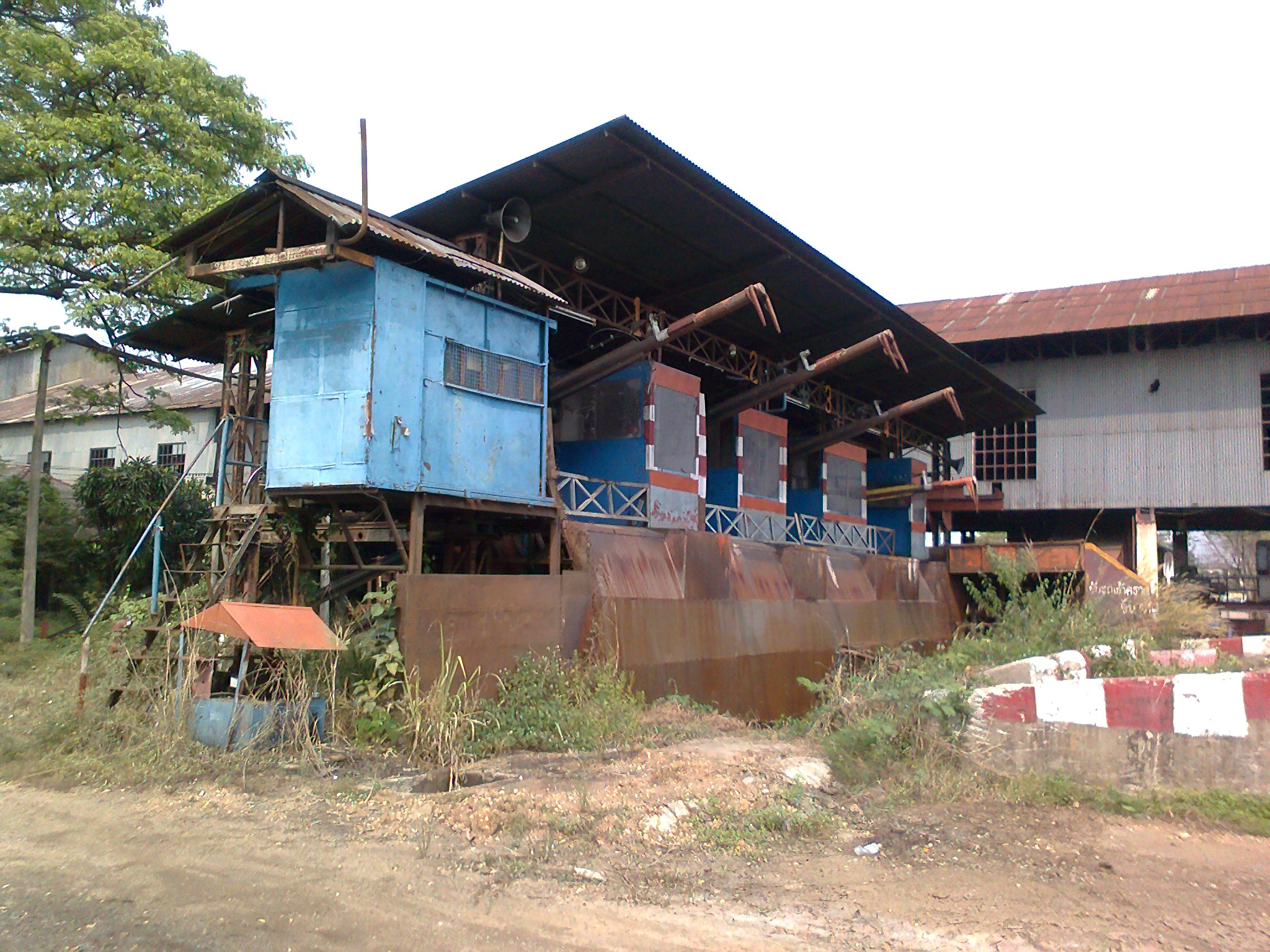
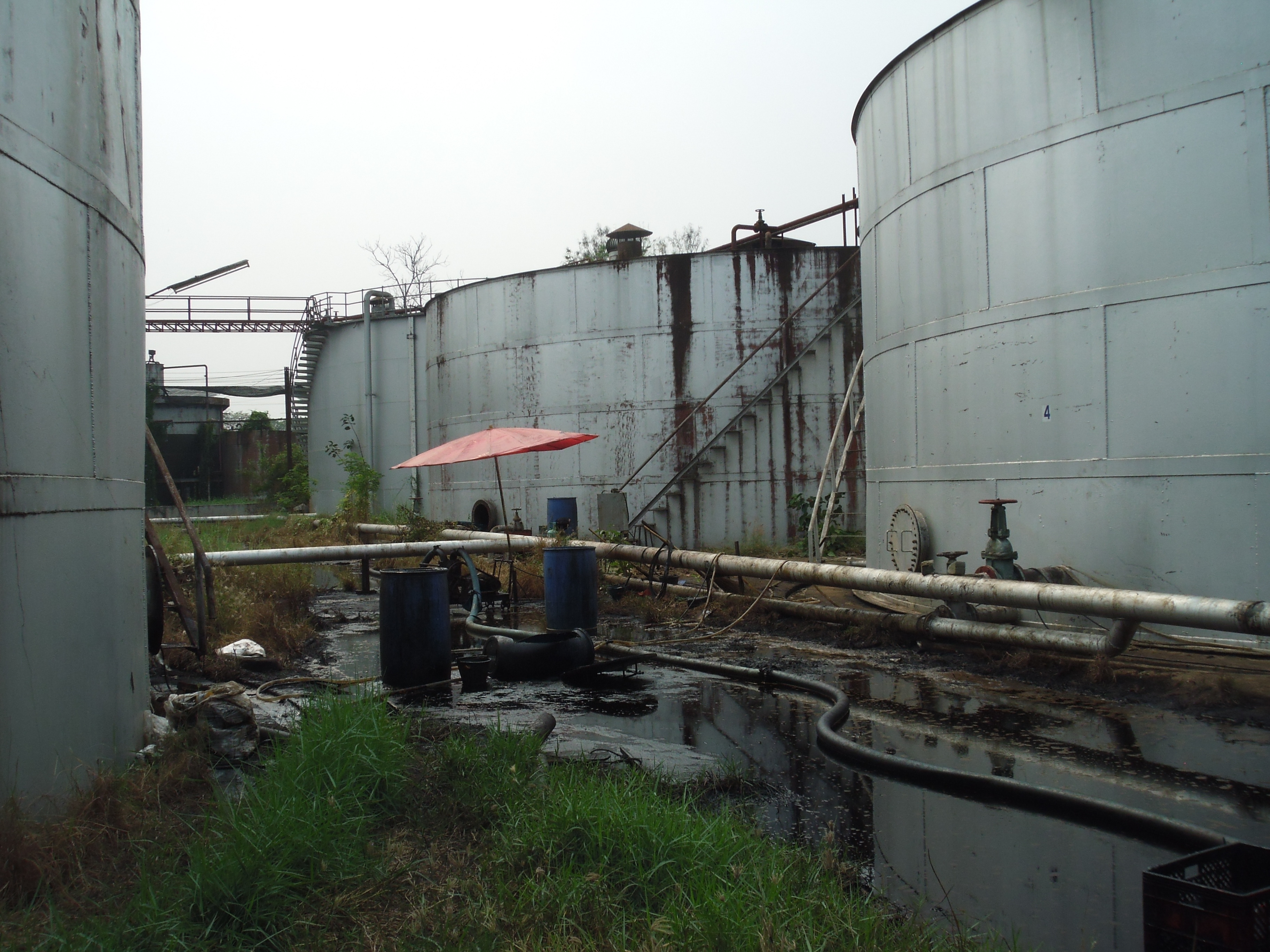
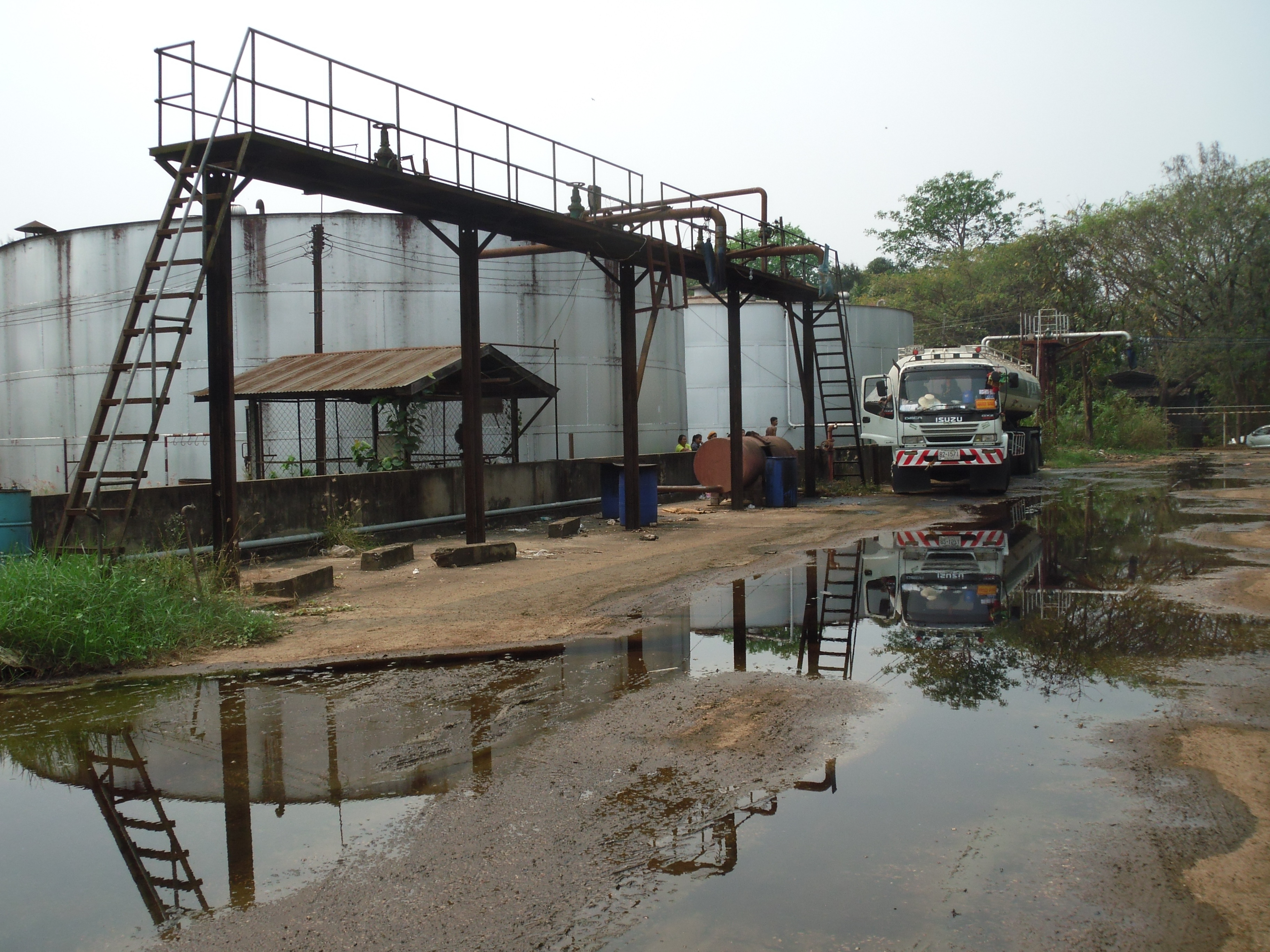

Grotte sacrée tout en haut de la chaîne de Phi Pan Nam, à la frontière de la province de Lampang et de la province de Phayao
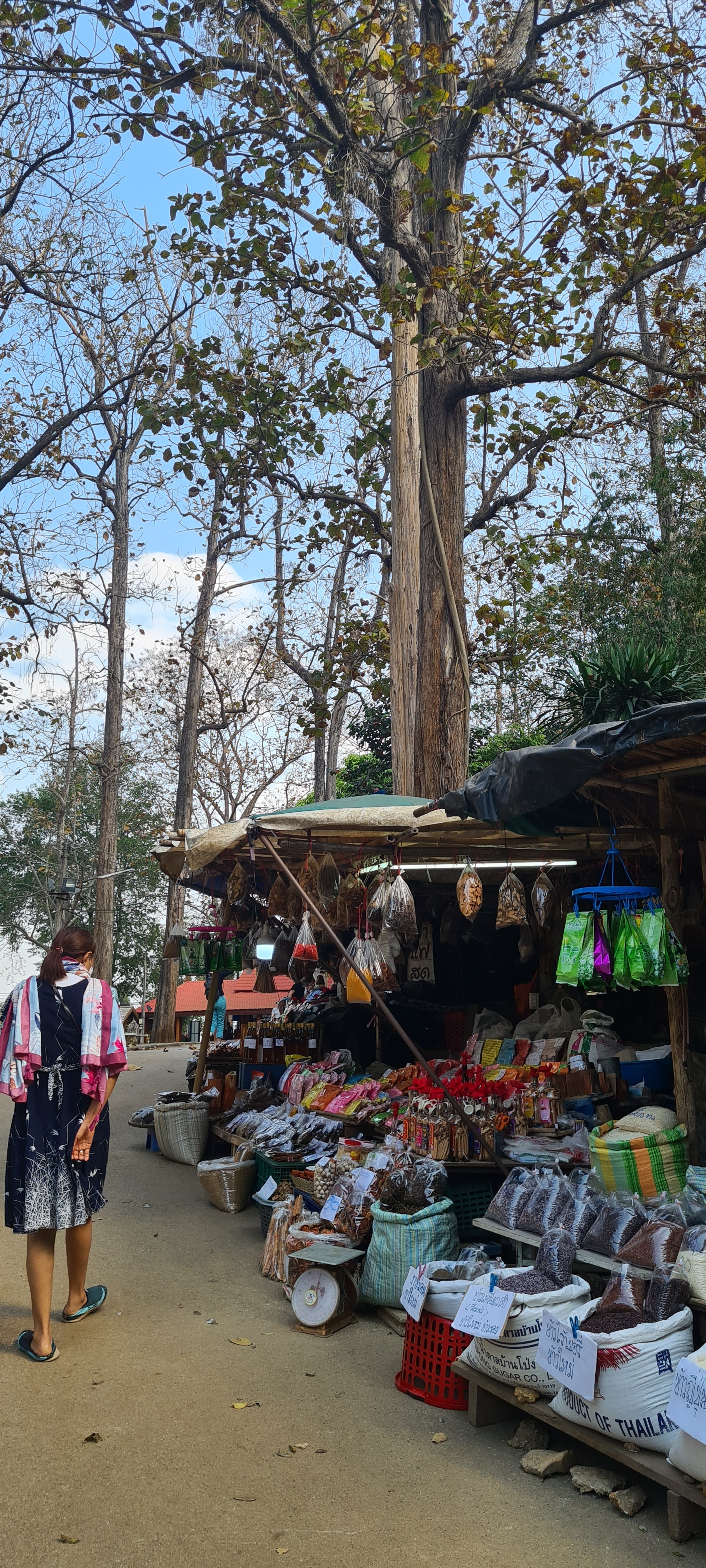
Marché végétarien : sacs de riz  et sachets d'herbes diverses.
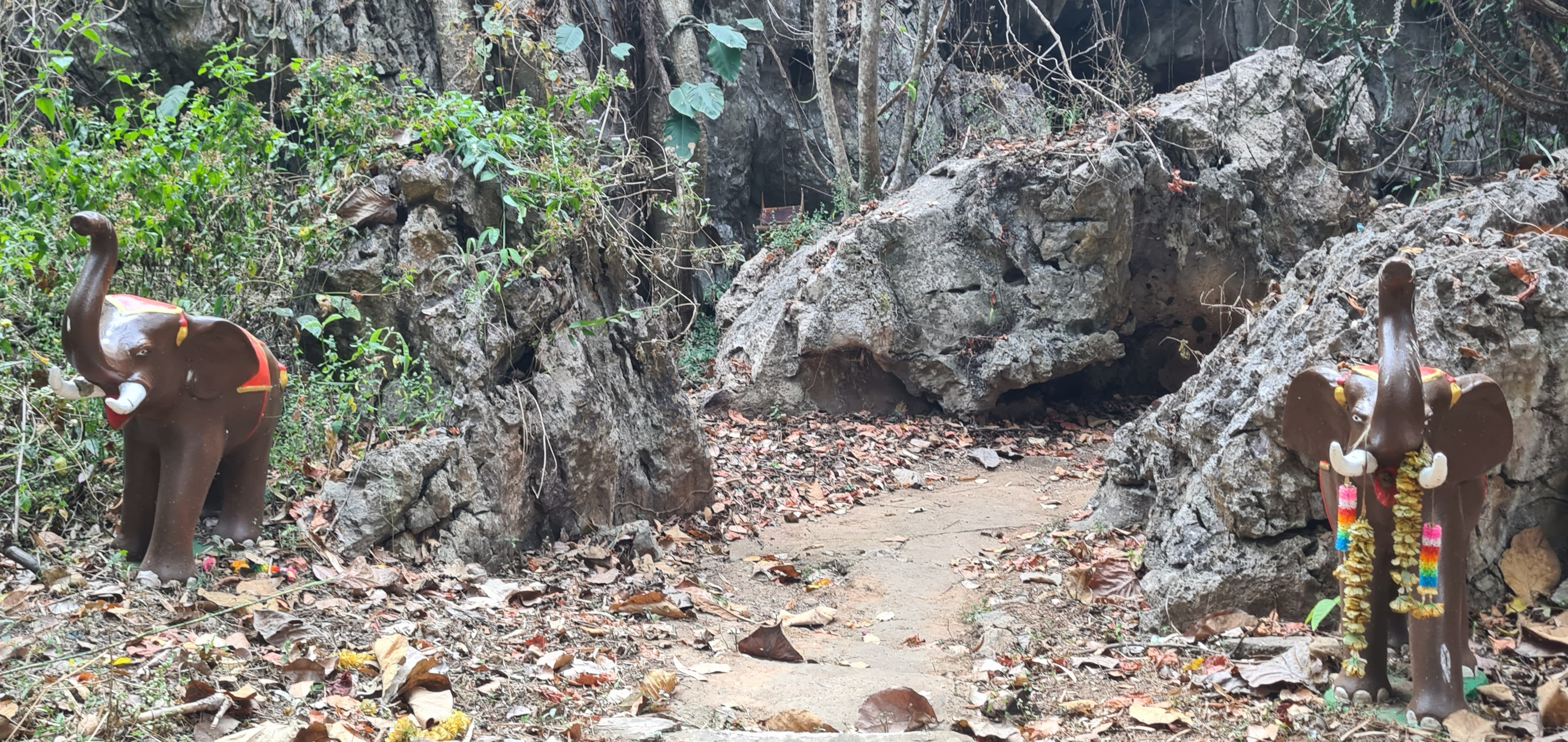
Statues d'éléphants protégeant l'entrée de la grotte sacrée
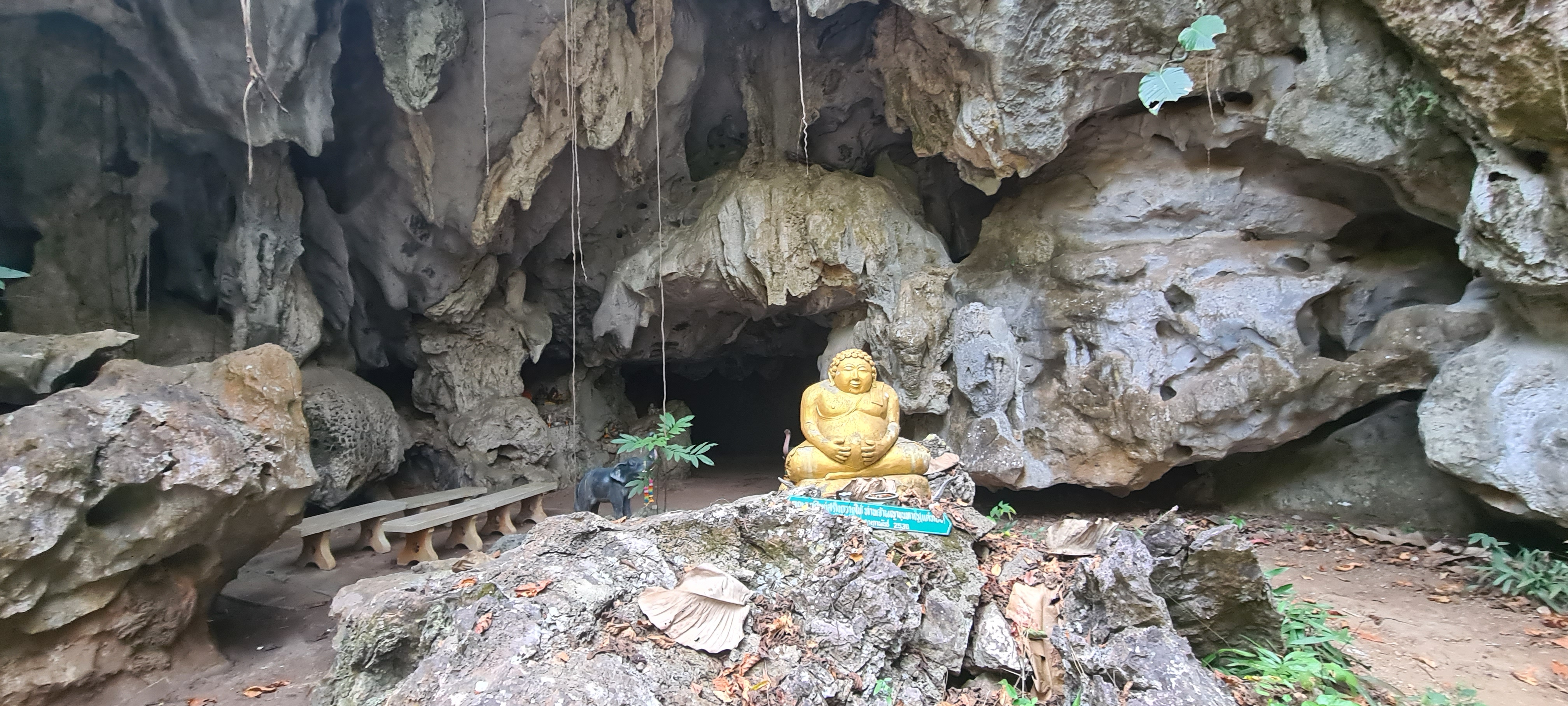
Statue d'antique Bouddha doré à l'entrée de la grotte
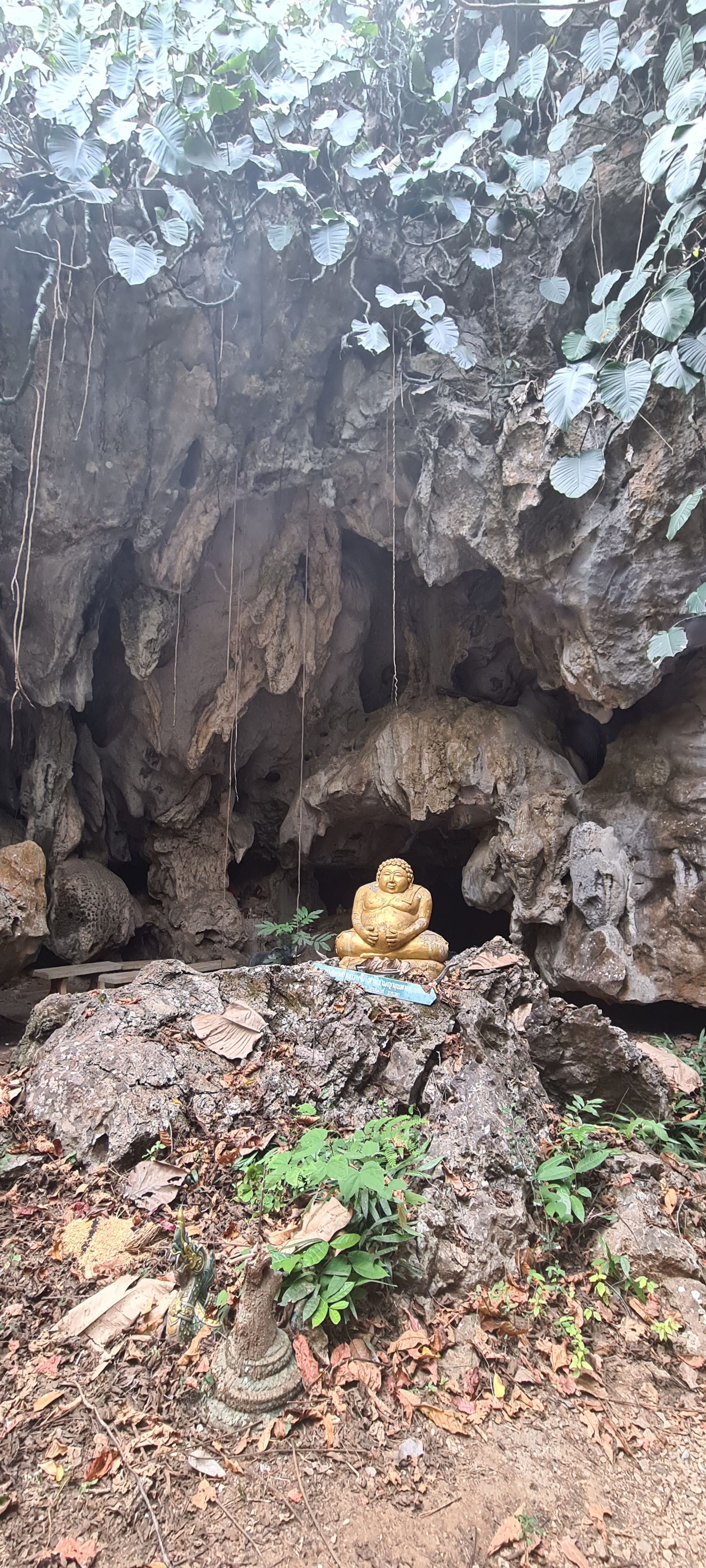
Aux  pieds du Bouddha, des statuettes de Nagas
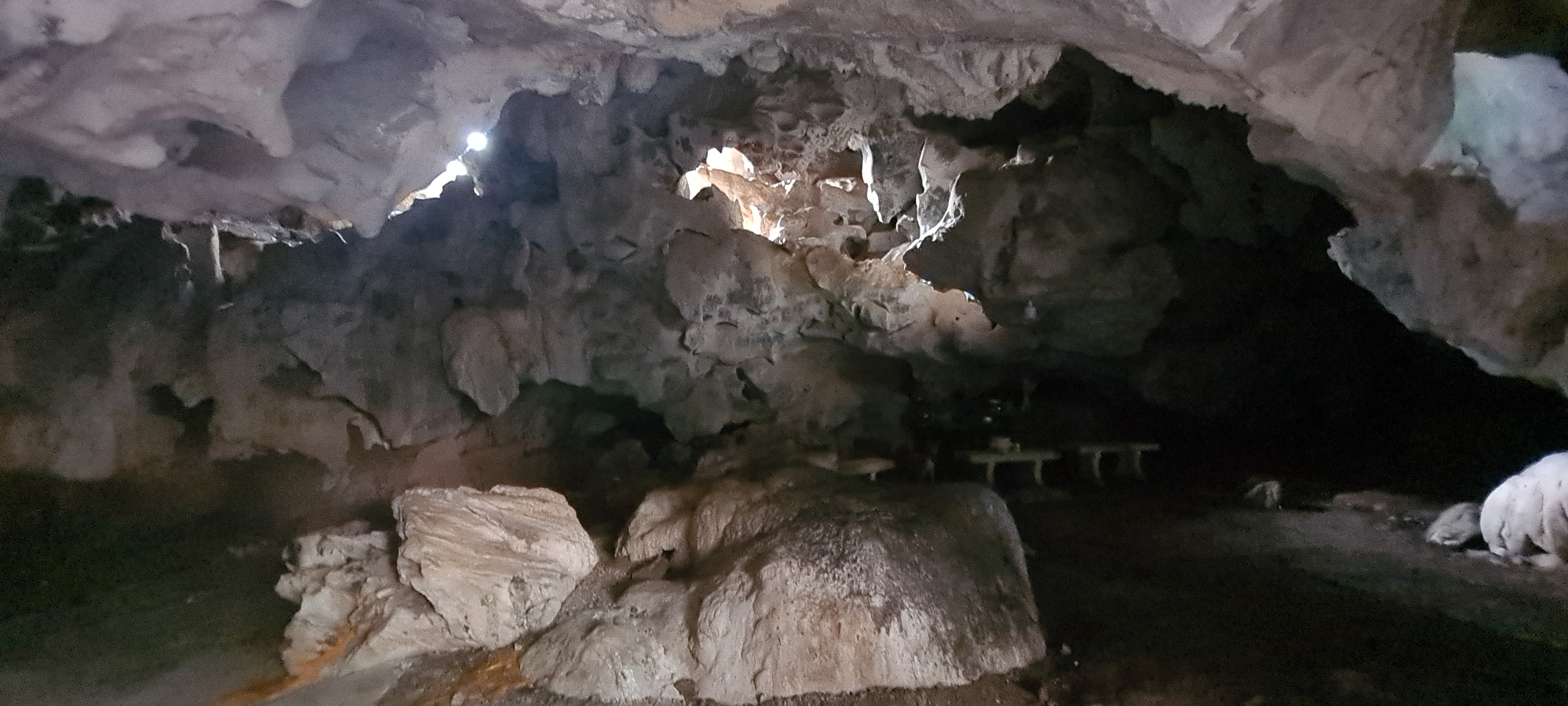
Intérieur de la grotte avec puits de lumière
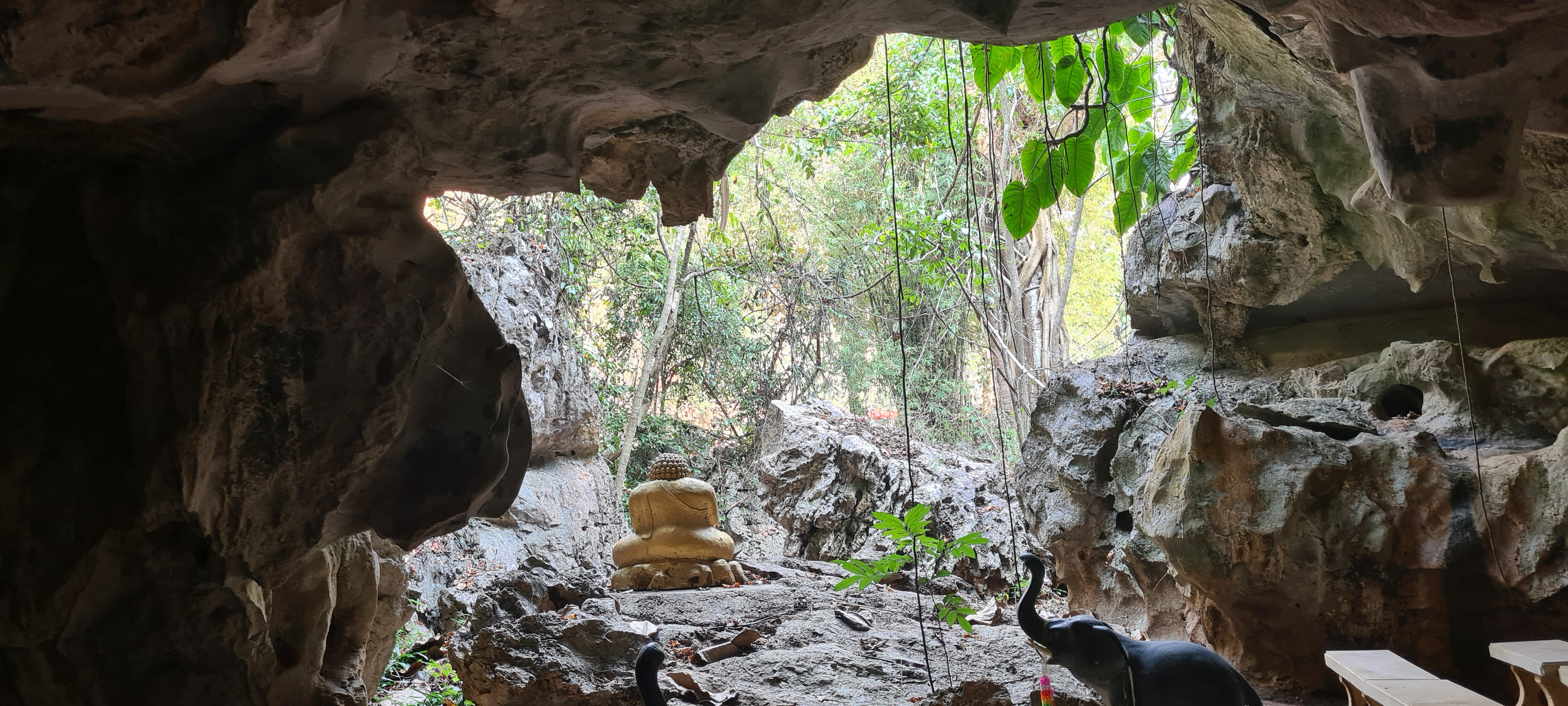
Statue du Bouddha doré vu de dos depuis la grotte